# Społeczność Chrześcijańska w Lidzbarku
Społeczność Chrześcijańska w Lidzbarku – zbór Kościoła Chrystusowego w RP działający w Lidzbarku.
Pełniącym obowiązki pastora zboru jest Andrzej Hara. Nabożeństwa odbywają się przy ul. Strażackiej 3 w niedziele o godz. 10.00 oraz w czwartki o godz. 18.00.